# Judas Priest
Judas Priest là một ban nhạc heavy metal người Anh được thành lập ở Birmingham vào năm 1969. Nhóm đã tiêu thụ hơn 50 triệu album và thường được xếp vào hàng ngũ những ban nhạc metal vĩ đại nhất mọi thời đại. Mặc dù sở hữu những tác phẩm tiên phong và mới mẻ ở nửa cuối thập niên 1970, ban nhạc đã chật vật với chất lượng sản xuất đĩa nhạc tầm thường và không đạt được thành công thương mại lớn. Mãi tới năm 1980, album British Steel mới khiến họ có được sự chú ý của khán giả đại chúng.
Đội hình ban nhạc đã trải qua nhiều thay đổi nhân sự. Ở thập niên 1970, đội hình then chốt gồm ca sĩ Rob Halford, hai tay guitar Glenn Tipton và K. K. Downing, cùng tay bass Ian Hill được ổn định, song lại chứng kiến họ thay đổi hàng loạt tay trống, để rồi Dave Holland gia nhập và hoạt động cùng nhóm trong mười năm từ 1979 đến 1989. Sau khi chia tay Holland, Scott Travis được tuyển mộ làm tay trống của ban nhạc kể từ đó. Halford rời ban nhạc vào năm 1992, và sau bốn năm tạm ngưng hoạt động, Judas Priest tái lập đội hình vào năm 1996 với Tim "Ripper" Owens (cựu thành viên Winter's Bane) thay thế Halford. Sau hai album cùng Owens, Halford trở lại ban nhạc vào năm 2003. Downing rời ban vào năm 2011, thay thế anh là Richie Faulkner. Đội hình hiện tại gồm có Halford, Tipton, Faulkner, Hill và Travis; dẫu Tipton vẫn là thành viên chính thức của Judas Priest, anh buộc phải hạn chế hoạt động đi lưu diễn kể từ năm 2018 do mắc bệnh Parkinson, và Andy Sneap là người khỏa lấp chỗ trống của anh. Tipton và Hill là hai thành viên duy nhất có mặt ở mọi album của ban nhạc.
Phong cách hát hơi hướng opera của Halford cùng tiếng guitar đôi của Downing-Tipton được cho là tác động lớn tới nhiều ban nhạc heavy metal hậu bối. Hình ảnh Judas Priest mặc đồ da, đồ gắn đinh và những bộ đồ cấm kỵ khác đã tác động cực kỳ lớn tới kỷ nguyên glam metal ở thập niên 1980. The Guardian xem British Steel là đĩa nhạc định nghĩa thể loại heavy metal. Mặc cho phong độ tụt giảm ở giữa thập niên 1990, ban nhạc một lần nữa nổi lên: họ thực hiện nhiều chuyến lưu diễn thế giới; là những người đầu tiên được ghi danh vào VH1 Rock Honors (2006); đoạt một giải Grammy cho Trình diễn metal xuất sắc nhất (2010); và sở hữu những bài hát có mặt trong các trò chơi video như loạt Guitar Hero và Rock Band. Năm 2022, Judas Priest được ghi danh vào Đại sảnh Danh vọng Rock and Roll

### Những năm gặt hái thành công trên thị trường đại chúng (1979–1991)

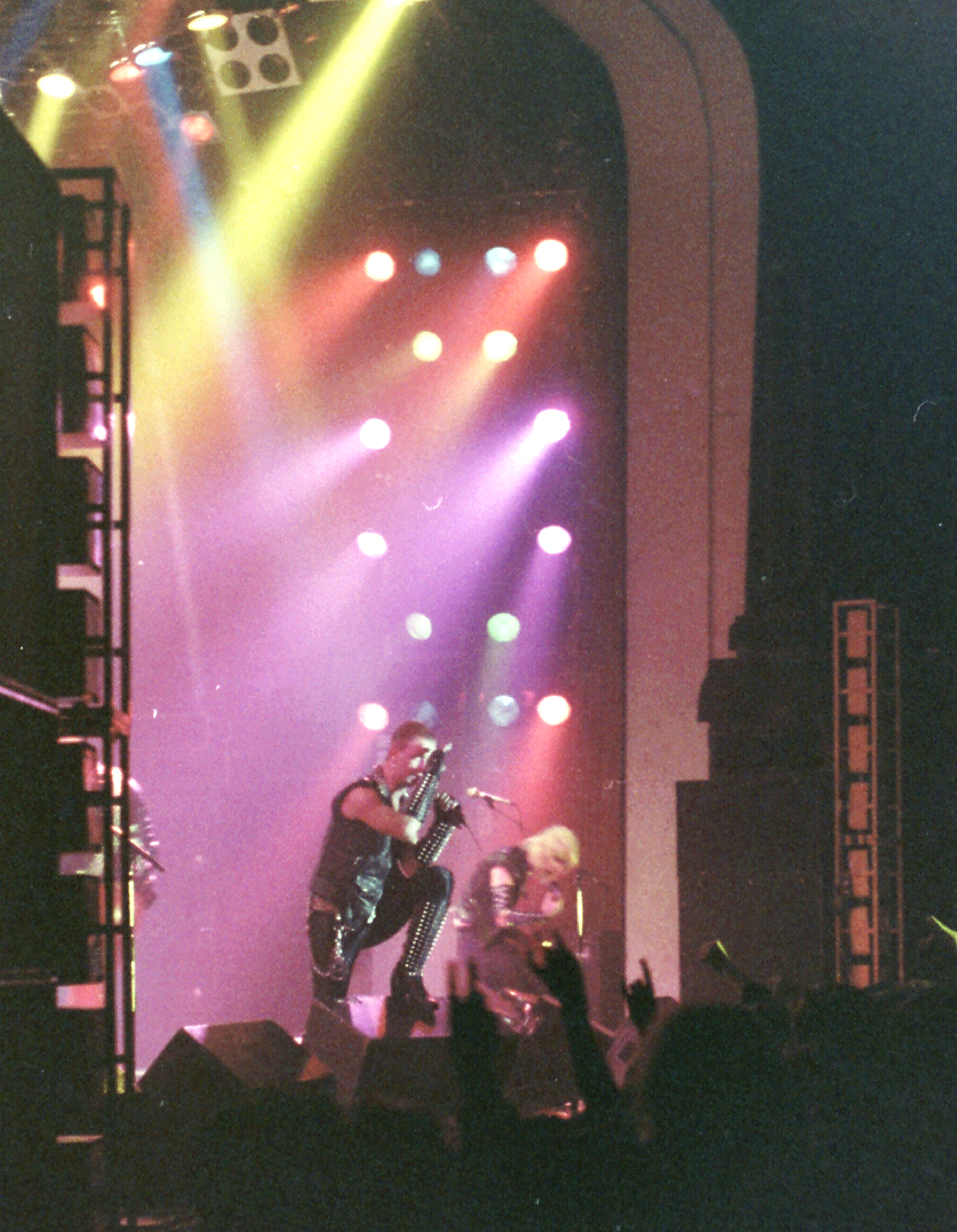
Judas Priest biểu diễn vào năm 1981, nằm trong tour diễn World Wide Blitz Tour

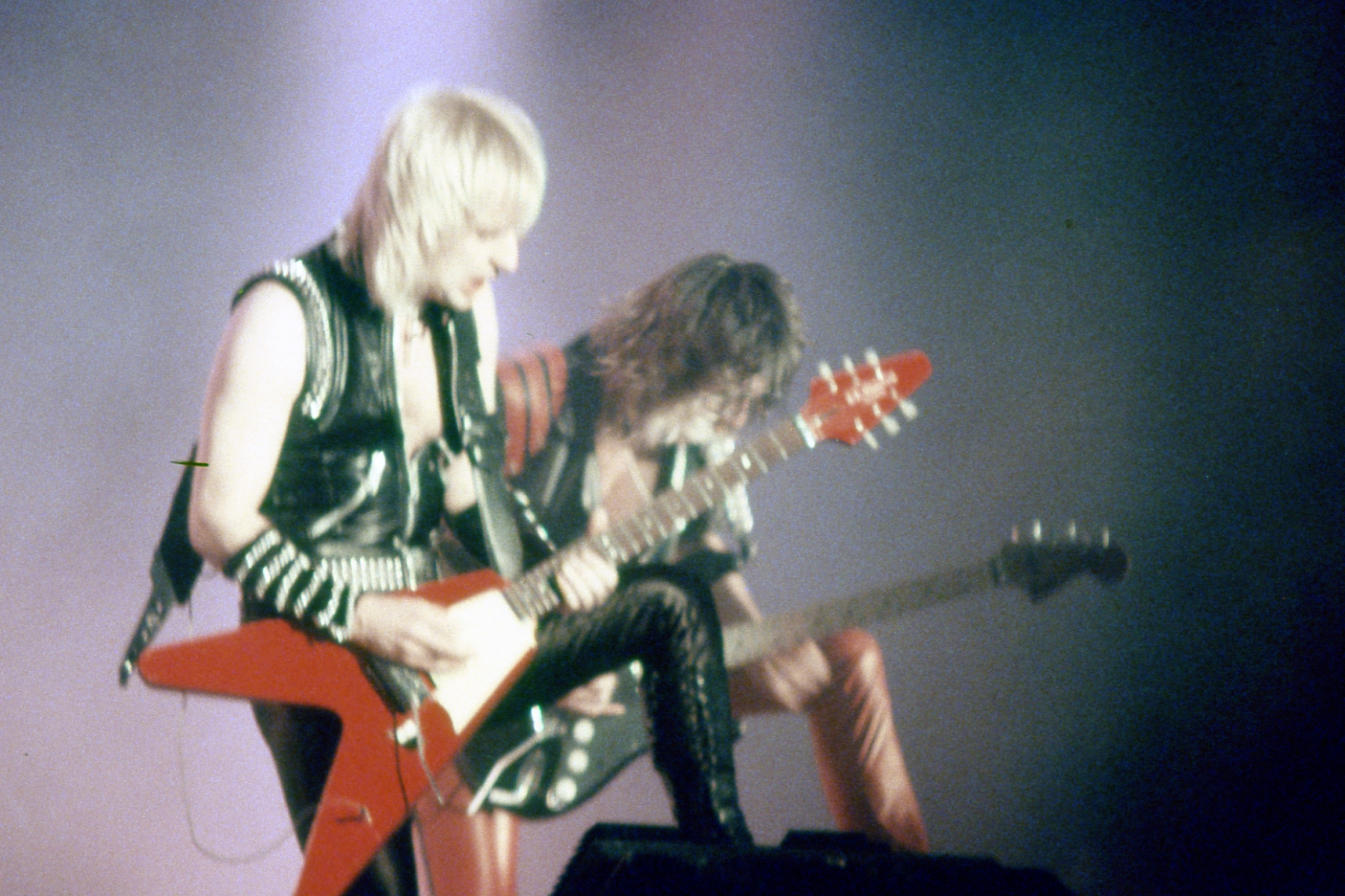
Downing và Tipton biểu diễn ở San Sebastián, Tây Ban Nha, nằm trong Metal Conqueror Tour vào năm 1984

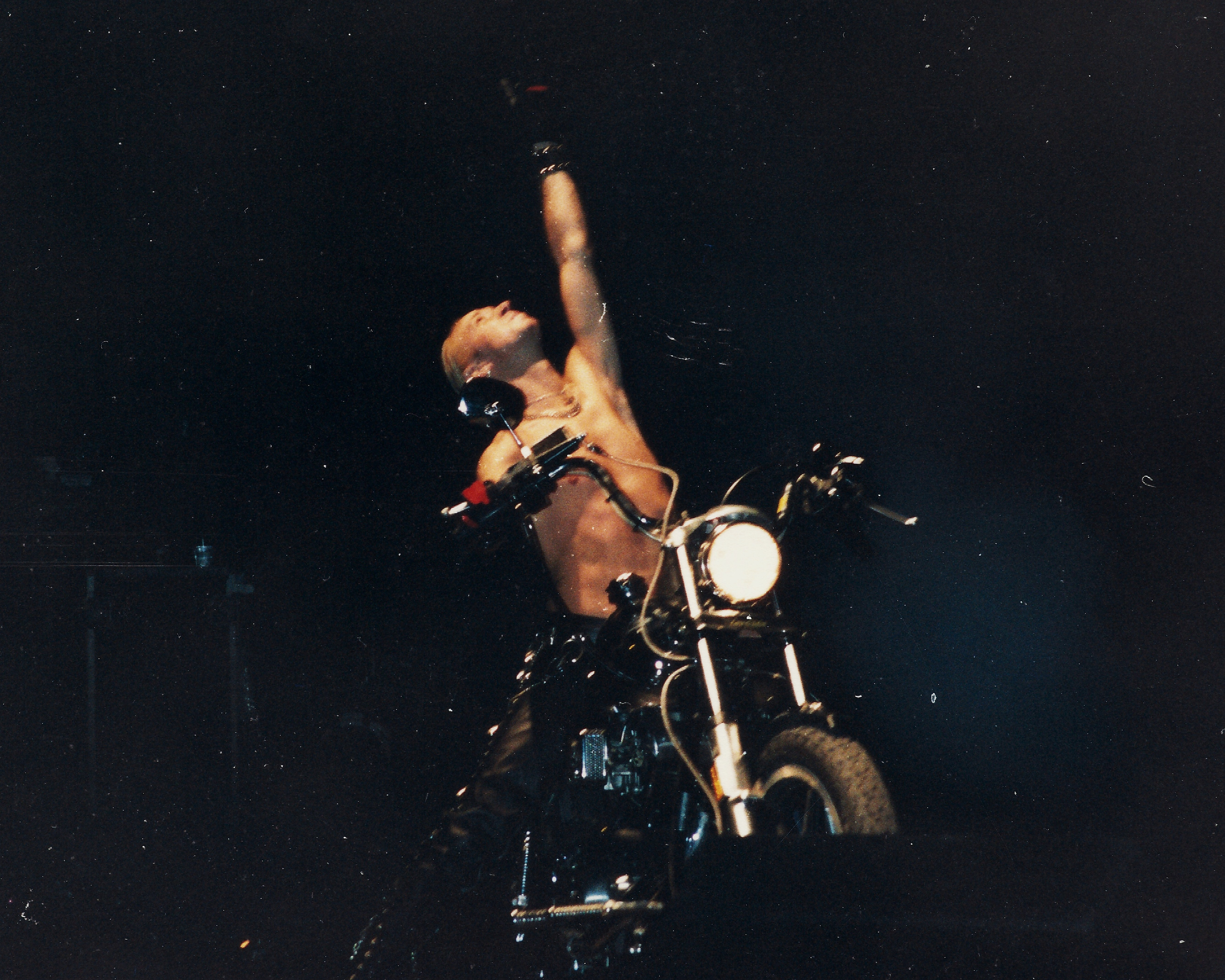
Rob Halford vào năm 1988. Một trong những màn biểu diễn mạo hiểm đặc trưng của Priest là khi Halford cưỡi chiếc mô tô lên sân khấu.

### Tái hợp và Angel of Retribution (2003–2006)

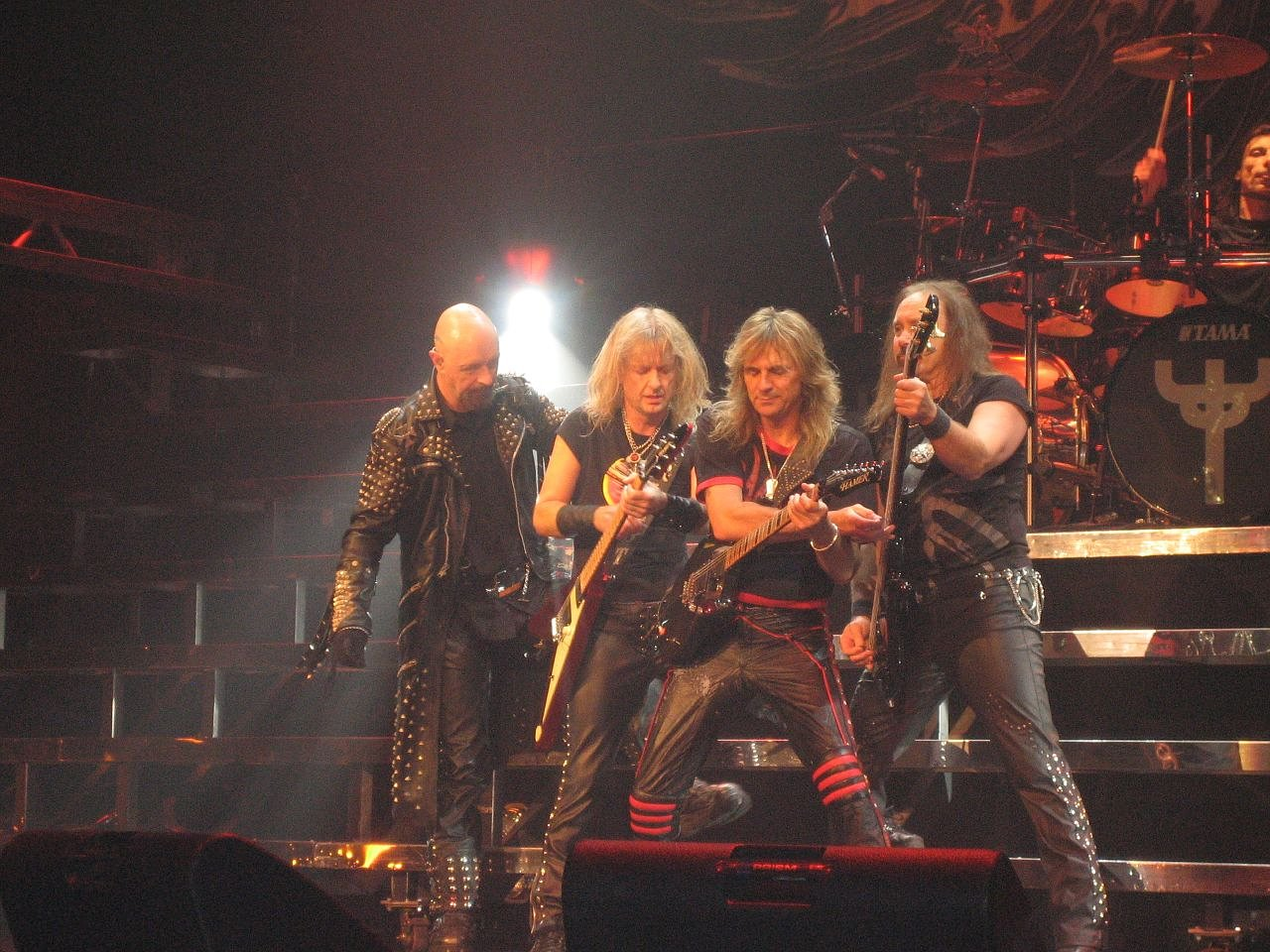
Đội hình Judas Priest tái hợp và biểu diễn vào năm 2005

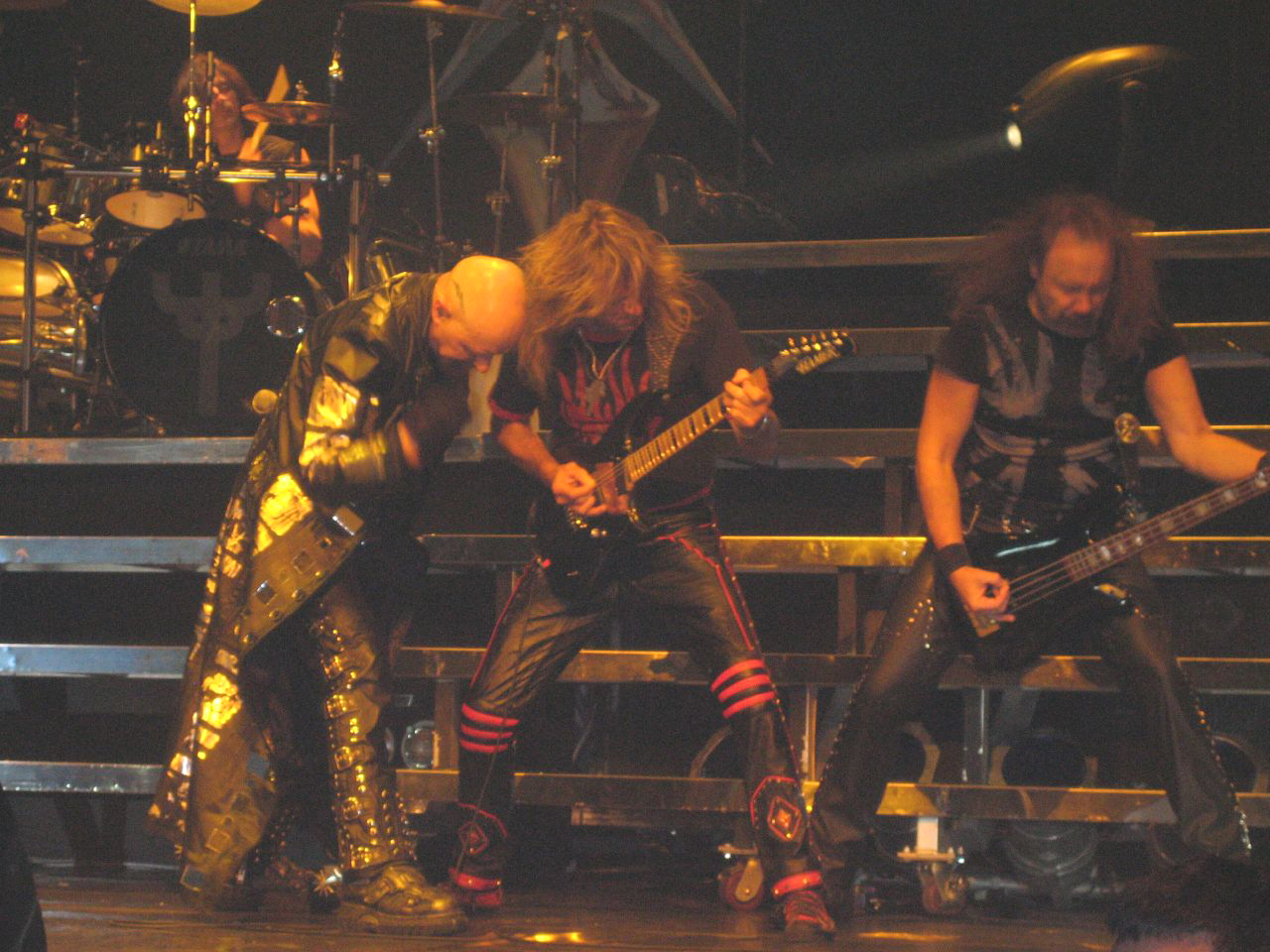
Judas Priest trong bộ trang phục heavy metal điển hình biểu diễn tại lễ trao giải VH1 Rock Honors ở Las Vegas vào ngày 25 tháng 5 năm 2006.

### Nostradamus (2006–2010)

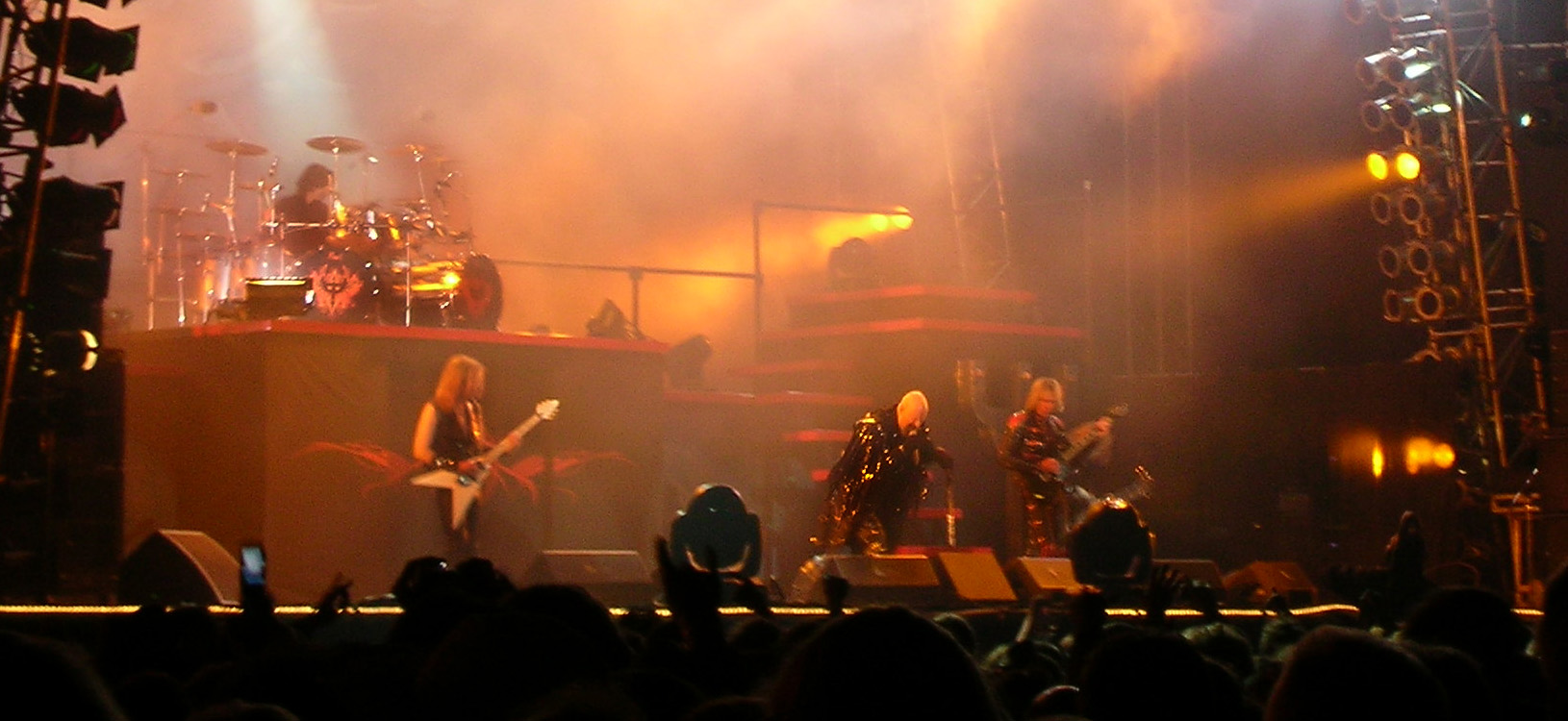
Judas Priest giành suất diễn chính ở nhạc hội Sweden Rock Festival vào tháng 6 năm 2008.

## Lịch sử hoạt động